# Kherwara Chhaoni
Kherwara Chhaoni è una suddivisione dell'India, classificata come census town, di 6.642 abitanti, situata nel distretto di Udaipur, nello stato federato del Rajasthan. In base al numero di abitanti la città rientra nella classe V (da 5.000 a 9.999 persone).

## Geografia fisica
La città è situata a 23° 58' 60 N e 73° 34' 60 E e ha un'altitudine di 326 m s.l.m..

## Società

### Evoluzione demografica
Al censimento del 2001 la popolazione di Kherwara Chhaoni assommava a 6.642 persone, delle quali 3.442 maschi e 3.200 femmine. I bambini di età inferiore o uguale ai sei anni assommavano a 956, dei quali 517 maschi e 439 femmine. Infine, coloro che erano in grado di saper almeno leggere e scrivere erano 4.755, dei quali 2.720 maschi e 2.035 femmine.